# Старе место
Старе место (словац. Staré Mesto) — міська частина, громада округу Кошиці I (округ), Кошицького краю Словаччини. Кадастрова площа громади — 4.34 км².
Населення 20861 особа (станом на 31 грудня 2020 року).

## Історія
Старе место згадується 1230 року.